# Europamästerskapen i badminton 2014
Europamästerskapen i badminton 2014 anordnades den 23-27 april i Kazan, Ryssland. 

## Medaljsummering
| Pl. | Nation        | Guld | Silver | Brons | Totalt |
| --- | ------------- | ---- | ------ | ----- | ------ |
| 1   | Danmark       | 3    | 4      | 3     | 10     |
| 2   | Ryssland      | 1    | 0      | 1     | 2      |
| 3   | Spanien       | 1    | 0      | 0     | 0      |
| 4   | England       | 0    | 1      | 1     | 2      |
| 5   | Nederländerna | 0    | 0      | 2     | 2      |
| 6   | Tyskland      | 0    | 0      | 1     | 1      |
| 6   | Skottland     | 0    | 0      | 1     | 1      |
| 6   | Bulgarien     | 0    | 0      | 1     | 1      |
| 6   | Turkiet       | 0    | 0      | 1     | 1      |

## Resultat
| Event       | Guld                                                      | Silver                                                 | Brons                                           |
| Herrsingel  | Jan Ø. Jørgensen (DEN)                                    | Rajiv Ouseph (ENG)                                     | Viktor Axelsen (DEN)                            |
| Herrsingel  | Jan Ø. Jørgensen (DEN)                                    | Rajiv Ouseph (ENG)                                     | Vladimir Ivanov (RUS)                           |
| Damsingel   | Carolina Marín (ESP)                                      | Anna Thea Madsen (DEN)                                 | Karin Schnaase (GER)                            |
| Damsingel   | Carolina Marín (ESP)                                      | Anna Thea Madsen (DEN)                                 | Özge Bayrak (TUR)                               |
| Herrdubbel  | Vladimir Ivanov (RUS) · Ivan Sozonov (RUS)                | Mads Conrad-Petersen (DEN) · Mads Pieler Kolding (DEN) | Mathias Boe (DEN) · Carsten Mogensen (DEN)      |
| Herrdubbel  | Vladimir Ivanov (RUS) · Ivan Sozonov (RUS)                | Mads Conrad-Petersen (DEN) · Mads Pieler Kolding (DEN) | Chris Adcock (ENG) · Andrew Ellis (ENG)         |
| Damdubbel   | Christinna Pedersen (DEN) · Kamilla Rytter Juhl (DEN)     | Line Damkjaer Kruse (DEN) · Marie Roepke (DEN)         | Imogen Bankier (SCO) · Petya Nedelcheva (BUL)   |
| Damdubbel   | Christinna Pedersen (DEN) · Kamilla Rytter Juhl (DEN)     | Line Damkjaer Kruse (DEN) · Marie Roepke (DEN)         | Eefje Muskens (NED) · Selena Piek (NED)         |
| Mixeddubbel | Joachim Fischer Nielsen (DEN) · Christinna Pedersen (DEN) | Mads Pieler Kolding (DEN) · Kamilla Rytter Juhl (DEN)  | Jorrit de Ruiter (NED) · Samantha Barning (NED) |
| Mixeddubbel | Joachim Fischer Nielsen (DEN) · Christinna Pedersen (DEN) | Mads Pieler Kolding (DEN) · Kamilla Rytter Juhl (DEN)  | Anders Kristiansen (DEN) · Julie Houmann (DEN)  |